# 张家堡镇 (义县)
张家堡乡，是中华人民共和国辽宁省锦州市义县下辖的一个乡镇级行政单位。

## 行政区划
张家堡乡下辖以下地区：
于树屯村、兴龙台村、刘立沟村、报恩寺村、张家堡村、谷家屯村、木厂堡村、一家峪村、鲁家屯村、石佛堡村、官场沟村、旧烧锅村、丁香屯村、王民屯村、罗屯村、松山村、宝林村和鹰山村。